# Aboubakar Kamara
Aboubakar Kamara (ur. 7 marca 1995 w Gonessie) – mauretański piłkarz francuskiego pochodzenia, występujący na pozycji napastnika w irańskim klubie Sepahan Isfahan oraz w reprezentacji Mauretanii.